# Eleições gerais na Índia em 2019

A eleição geral indiana de 2019 foi realizada em sete fases, de 11 de abril a 19 de maio de 2019, para constituir o 17º Lok Sabha, o parlamento indiano. A contagem dos votos será realizada no dia 23 de maio e no mesmo dia os resultados serão declarados. Eleições da Assembléia Legislativa nos estados de Andhra Pradesh, Arunachal Pradesh, Odisha e Sikkim foram realizadas simultaneamente com a eleição geral.
A eleição indiana é a maior eleição em um país democrático, com mais de 800 milhões de eleitores.
O partido de Narendra Modi, o Bharatiya Janata (BJP), ganhou a maioria dos assentos nas eleições, garantindo a sua reeleição como primeiro-ministro indiano.

## Sistema eleitoral
Todos os 543 deputados eleitos serão eleitos a partir de círculos eleitorais de um único membro usando o primeiro-passado-o-voto. O Presidente da Índia nomeou mais dois membros da comunidade anglo-indiana para garantir a representatividade dessa população minoritária.
Eleitores elegíveis devem ser cidadãos indianos, maiores de 18 anos, um residente comum da área de votação do distrito e possuir um cartão de identificação de eleitor válido emitido pela Comissão Eleitoral da Índia. Algumas pessoas condenadas por delitos eleitorais ou outras são impedidas de votar.
Anteriormente, havia especulações de que o Governo de Narendra Modi poderia avançar as eleições gerais de 2019 para combater o fator anti-incumbência, no entanto, aprendendo com o erro passado de preponing uma eleição feita pelo Governo Vajpayee decidiu entrar em eleição conforme o calendário normal que foi anunciado pela Comissão Eleitoral da Índia (ECI) em 10 de março de 2019, após o qual o Código de Conduta Modelo foi aplicado com efeito imediato.  O sistema de trilha de auditoria (VVPAT) verificado pelo eleitor , que permite que as máquinas de votação eletrônicas registrem cada voto dado através da geração do escorregão da EVM, será introduzido em todos os 543 círculos eleitorais de Lok sabha.  Um total de 17,4 mil unidades VVPAT serão usadas em até 10,35,918 assembleias de voto durante as eleições.  Em 9 de abril de 2019, a Suprema Corte da Índia proferiu a sentença, ordenando à Comissão Eleitoral da Índia aumentar a contagem de votos dos VVPAT em cinco EVMs por comitê eleitoral, o que significa que a Comissão Eleitoral da Índia deve contabilizar 20.625 EVMs.  De acordo com a Comissão Eleitoral da Índia , 900 milhões de pessoas foram elegíveis para votar, com um aumento de 84,3 milhões de eleitores desde a última eleição geral em 2014, fazendo desta a maior eleição de sempre do mundo. 15 milhões de eleitores na faixa etária de 18-19 anos são elegíveis para exercer o seu direito de voto pela primeira vez. 71.735 eleitores estrangeiros foram inscritos nos cadernos eleitorais das eleições de 2019 do Lok Sabha.

## Horário eleitoral
O calendário eleitoral foi anunciado em 10 de março de 2019 e, com ele, entrou em vigor o Código de Conduta Modelo.

Horário eleitoral

A eleição está programada para ser realizada em sete fases, com contagem a partir de 23 de maio. Em Bihar, Uttar Pradesh e Bengala Ocidental, a eleição será realizada em todas as sete fases.  A pesquisa para o distrito de Anantanag no estado de Jammu e Caxemira será realizada em três fases, a primeira do tipo, devido à violência na região que levou a ECI a cancelar um bypoll em 2016, deixando-o vago desde então.
| Estágio | Encontro    | Grupos Constituintes | Estados e Territórios da União | Estados e Territórios da União |
| ------- | ----------- | -------------------- | ------------------------------ | --- |
| 1       | 11 de abril | 91                   | 20                             | Andhra Pradesh, Arunachal Pradesh, Assam, Bihar, Chhattisgarh, Jammu e Caxemira, Maharashtra, Mizoram, Manipur, Meghalaya, Nagaland, Orissa, Sikkim, Telangana, Tripura, Uttar Pradesh, Uttaranchal, Bengala Ocidental, Ilhas Andaman e Nicobar, Lakshadweep |
| 2       | 18 de abril | 97                   | 13                             | Assam, Bihar, Chhattisgarh, Jammu e Caxemira, Karnataka, Maharashtra, Manipur, Orissa, Tamil Nadu, Tripura, Uttar Pradesh, Bengala Ocidental, Pondicherry |
| 3       | 23 April    | 115                  | 14                             | Assam, Bihar, Chhattisgarh, Gujarat, Goa, Jammu e Caxemira, Karnataka, Kerala, Maharashtra, Orissa, Uttar Pradesh, Bengala Ocidental, Dadrá e Nagar-Aveli, Daman e Diu                                                                                       |
| 4       | 29 de abril | 71                   | 9                              | Bihar, Jammu e Caxemira, Jharkhand, Madhya Pradesh, Maharashtra, Odisha, Rajastão, Uttar Pradesh, Bengala Ocidental |
| 5       | 6 de maio   | 51                   | 7                              | Bihar, Jammu e Caxemira, Jharkhand, Madhya Pradesh, Rajastão, Uttar Pradesh, Bengala Ocidental |
| 6       | 12 de maio  | 59                   | 7                              | Bihar, Haryana, Jharkhand, Madhya Pradesh, Uttar Pradesh, Bengala Ocidental, Deli |
| 7       | 19 de maio  | 59                   | 8                              | Bihar, Himachal Pradesh, Jharkhand, Madhya Pradesh, Punjab, Bengala Ocidental, Chandigarh, Uttar Pradesh |

## Campanha

### Contexto
Em 12 de janeiro de 2019, o primeiro-ministro Narendra Modi lançou a campanha eleitoral do Partido Bharatiya Janata , que buscava um segundo mandato no governo .  Comentaristas sugeriram que Modi e BJP basearão sua campanha no nacionalismo hindu , em relação à campanha de 2014, que enfatizava a criação de empregos e o desenvolvimento econômico.
No mesmo dia, tanto Mayawati (presidente do Partido Bahujan Samaj ) quanto Akhilesh Yadav (presidente do Partido Samajwadi ) anunciaram uma aliança para contestar 76 assentos dos 80 em Uttar Pradesh e a aliança não lutará em Amethi e Rae Bareli como eles são representados por Rahul Gandhi e Sonia Gandhi .  A aliança não incluiu o Congresso, que Mayawati explicou: "Incluir o Congresso na aliança prejudicará as perspectivas do SP-BSP, já que os votos do Congresso não serão transferidos".  A aliança foi a segunda do tipo com uma coalizão semelhante formada há 25 anos em 1993.
Em 2015, foi assinado um acordo de fronteira Índia-Bangladesh, no qual os dois países trocaram seus enclaves. Como resultado, será a primeira vez em que os moradores desses ex-enclaves votam em uma eleição geral indiana.

### Problemas
Espera-se que várias questões sejam importantes nesta eleição. Estes incluem o recente conflito do país com o Paquistão ,GST, desemprego e segurança nacional.

#### Desemprego
Os partidos da oposição alegaram que o desemprego atingiu níveis de crise. O governo da NDA negou a existência de qualquer crise no emprego.  O primeiro-ministro Narendra Modi afirmou que os empregos não faltam, mas faltam dados sobre empregos.

#### Sofrimento agrário e rural
A campanha do Partido do Congresso destacou "problemas agrários" como uma questão eleitoral.  A campanha do BJP destacou que o partido do Congresso esteve no poder por cinco gerações da dinastia de Nehru e suas promessas passadas e questões de campanha foram vazias.  Alega que as recentes renúncias de empréstimos de agricultores pelo Congresso não atingiram "nem 10% dos agricultores" nem ajudaram a situação financeira dos agricultores. O partido governista destaca que o "Kisan Samman Nidhi" ajuda os pequenos agricultores no momento da plantação de sementes através de um depósito direto de ₹ 6000 em suas contas.  A oposição acusou isso de ser uma tentativa de atrair eleitores.

## Resultados
O partido de Narendra Modi, o Partido Bharatiya Janata, venceu as eleições, controlando a maioria dos assentos no parlamento indiano.